# Белорусија на Светском првенству у атлетици у дворани 2012.
Белорусија је учествовала на Светском првенству у атлетици у дворани 2012. одржаном у Истанбулу од 9. до 11. марта, једанаести пут под овим именом, односно учествовала је на свим првенствиима од Светског првенства 1993. у Торонту. Белорусија је пријавила 17 такмичара (2 мушкарца и 15 жена), који су се такмичили у 11 дисциплина, две у мушкој и 9 у женској конкуренцији.
На овом првенству Белорусија је по броју освојених медаља делила 16. место са освојене две медаље (сребрна и бронзана). Поред медаља остварени су: 1 лични и 7 личних рекорда сезоне. У табели успешности према броју и пласману такмичара који су учествовали у финалним такмичењима (првих 8 такмичара) Белорусија је са 7 учесника у финалу заузела 8. место са 28 бодова.
| Плас. | Земља      | 1. место | 2. место | 3. место | 4. место | 5. место | 6. место | 7. место | 8. место | Бр. финал. | Бод. |
| ----- | ---------- | -------- | -------- | -------- | -------- | -------- | -------- | -------- | -------- | ---------- | ---- |
| 13.   | Белорусија | 0        | 1        | 1        | 0        | 2        | 2        | 0        | 1        | 7          | 28   |

## Учесници
Учествовало је 17 такмичара: 2 мушкарца и 15 жена.
| Мушкарци: - Максим Линша — 60 м препоне - Андреј Краучанка — Седмобој | Жене: - Јулија Нестеренко - 60 м - Јулија Баликина - 60 м - Марина Арзамасова — 800 м - Наталија Карејва — 1.500 м - Алина Талај - 60 м препоне - Хана Ташпулатава - 4 х 400 м - Јулија Јуренија - 4 х 400 м - Ирина Хљустова - 4 х 400 м - Свјатлана Усович - 4 х 400 м - Вероника Шуткова — Скок удаљ - Настасја Мирончик Иванова — Скок удаљ - Ксенија Дзјацук — Троскок - Надзеја Астапчук — Бацање кугле - Алена Копец — Бацање кугле - Јана Максимова — Петобој |  |

## Освајачи медаља (2)

### Сребро (1)
- Надзеја Астапчук — Бацање кугле

### Бронза (1)
- Алина Талај - 60 м препоне

## Резултати

### Мушкарци
| Атлетичар    | Дисциплина   | Лични рекорд | Квалификације | Квалификације | Полуфинале | Полуфинале | Финале               | Финале       | Детаљи |
| Атлетичар    | Дисциплина   | Лични рекорд | Резултат      | Место         | Резултат   | Место      | Резултат             | Место        | Детаљи |
| ------------ | ------------ | ------------ | ------------- | ------------- | ---------- | ---------- | -------------------- | ------------ | ------ |
| Максим Линша | 60 м препоне | 6,62 НР      | 7,81          | 2. у гр. 3 КВ | 7,74       | 5 у гр. 1  | Није се квалификовао | 10 / 29 (32) |        |

Седмобој
| Дисциплина   | Андреј Краучанка | Андреј Краучанка | Андреј Краучанка | Андреј Краучанка | Андреј Краучанка | Андреј Краучанка |
| Дисциплина   | Лич. рек.        | Резултат         | Бод.             | Плас.            | Укупно           | Плас.            |
| ------------ | ---------------- | ---------------- | ---------------- | ---------------- | ---------------- | ---------------- |
| 60 м         | 7,03             | 7,46             | 726              | 8                |                  |                  |
| Скок удаљ    | 7,75             | 7,36             | 900              | 5                | 1.626            | 6                |
| Бацање кугле | 15,04            | 14,90 ЛРС        | 816              | 2                | 2.410            | 5                |
| Скок увис    |                  | 2,03 ЛРС         | 831              | 2                | 3.241            | 5                |
| 60 м препоне | 7,90             | 8,21 ЛРС         | 930              | 6                | 4.171            | 5                |
| Скок мотком  | 5,30             | 4,80             | 849              | 5                | 5.020            | 6                |
| 1.000 м      | 2:39,80          | 2:53,83 ЛРС      | 726              | 8                |                  |                  |
| Седмобој     | 6.205            |                  |                  |                  | 5.746            | 6 / 7 (8)        |

### Жене
| Атлетичарка                                                     | Дисциплина   | Лични рекорд | Квалификације | Квалификације | Полуфинале            | Полуфинале    | Финале                | Финале       | Детаљи |
| Атлетичарка                                                     | Дисциплина   | Лични рекорд | Резултат      | Место         | Резултат              | Место         | Резултат              | Место        | Детаљи |
| --------------------------------------------------------------- | ------------ | ------------ | ------------- | ------------- | --------------------- | ------------- | --------------------- | ------------ | ------ |
| Јулија Баликина                                                 | 60 м         | 7,24         | 7,31          | 2. у гр. 5 КВ | 7,28                  | 6 у пф. 1     | Није се квалификовала | 13 / 62 (64) |        |
| Јулија Нестеренко                                               | 60 м         | 7,20         | 7,33          | 3. у гр. 2 кв | 7,31                  | 5. у пф. 3    | Није се квалификовала | 15 / 62 (64) |        |
| Марина Арзамасова                                               | 800 м        | 2:01,13      | 2:02,05       | 2. у гр. 2    |                       |               | Није се квалификовала | 7 / 17 (19)  |        |
| Наталија Карејва                                                | 1.500 м      | 4:08,60      | 4:11,64       | 3. у гр. 1 КВ | 4:10,12               | 4 / 13 (15)   |                       |              |        |
| Алина Талај                                                     | 60 м препоне | 7,95         | 8,11          | 1. у гр. 2 КВ | 7,99 ЛРС              | 1. у пф. 2 КВ | 7,97 ЛРС              |              |        |
| Ана Ташпулатова Јулија Јуренија Ирина Хљустова Свјатлана Усович | 4 х 400 м    | 3:27,83 НР   |               |               |                       |               | 3:33,73               | 5 / 5 (6)    |        |
| Вероника Шуткова                                                | Скок удаљ    | 6,77         | 6,63          | 7 кв          |                       |               | 6,63                  | 6 / 19 (20)  |        |
| Настасја Мирончик Иванова                                       | Скок удаљ    | 6,82         | 6,62          | 8 кв          | 6,64                  | 5 / 19 (20)   |                       |              |        |
| Ксенија Дзјацук                                                 | Троскок      | 14,48 НР     | 13,66         | 8. у гр. Б    | Није се квалификовала | 18 / 28 (30)  |                       |              |        |
| Алена Копец                                                     | Бацање кугле | 18,90        | 17,80         | 9             | Није се квалификовала | 9 / 17 (18)   |                       |              |        |
| Надзеја Астапчук                                                | Бацање кугле | 21,70 НР     | 19,26         | 2 КВ          | 20,42                 |               |                       |              |        |

Петобој
| Дисциплина   | Јана Максимова | Јана Максимова | Јана Максимова | Јана Максимова | Јана Максимова | Јана Максимова |
| Дисциплина   | Лич. рек.      | Резултат       | Бод.           | Плас.          | Укупно         | Плас.          |
| ------------ | -------------- | -------------- | -------------- | -------------- | -------------- | -------------- |
| 60 м препоне | 8,65           | 8,80           | 952            | 8              |                |                |
| Скок увис    | 1,88           | 1,90 ЛР        | 1.106          | 2              | 2.058          | 5              |
| Бацање кугле | 15,02          | 14,85          | 851            | 3              | 2.909          | 4              |
| Скок удаљ    | 5,95           | 5,80           | 789            | 8              | 3.698          | 8              |
| 800 м        |                | 2:14,25 ЛР     | 903            | 5              |                |                |
| Петобој      | 4.616          |                |                |                | 4.601          | 8 / 8          |